# The Killing Kind
The Killing Kind osmi je studijski album američkog thrash metal sastava Overkill. Album je 5. ožujka 1996. godine objavila diskografska kuća CMC Records.

## Popis pjesama
| 1.    | »Battle«                                | 4:31 |
| 2.    | »God-Like«                              | 4:11 |
| 3.    | »Certifiable«                           | 3:25 |
| 4.    | »Burn You Down / To Ashes«              | 6:47 |
| 5.    | »Let Me Shut That for You«              | 5:19 |
| 6.    | »Bold Face Pagan Stomp«                 | 5:42 |
| 7.    | »Feeding Frenzy«                        | 4:13 |
| 8.    | »The Cleansing«                         | 5:50 |
| 9.    | »The Mourning After / Private Bleeding« | 4:36 |
| 10.   | »Cold, Hard Fact«                       | 5:18 |
| 49:52 |                                         |      |

## Zasluge

### Overkill
- Joe Comeau – gitara, vokali
- Bobby "Blitz" Ellsworth – vokali
- Tim Mallare – bubnjevi
- Sebastian Marino – gitara
- D. D. Verni – bas-gitara, vokali